# Veronika Schäpers
Veronika Schäpers (* 1969 in Coesfeld, Nordrhein-Westfalen) ist eine deutsche Buchbinderin und Buchkünstlerin. Sie ist mit ihren Künstlerbüchern in Sammlungen weltweit vertreten.

## Leben
Nach dem Abitur 1988 absolvierte Veronika Schäpers eine Ausbildung zur Buchbinderin. 1991 begann sie ein Studium in den Fächern Malerei und Buch an der Hochschule für Kunst und Design Burg Giebichenstein, Halle/Saale, welches sie 1996 mit dem Diplom abschloss. Ebenfalls 1996 erhielt Veronika Schäpers ein dreimonatiges Stipendium am Centro del bel Libro Ascona in der Schweiz.
Von 1997 bis 1998 lernte Schäpers bei dem japanischen Papierhändler, Schriftsteller und Verleger Naoaki Sakamoto in Tokio Herstellung und den Umgang mit Japanpapier (washi). Seit Abschluss ihrer Ausbildung 1998 arbeitete Veronika Schäpers zunächst als freischaffende Buchkünstlerin in Tokio und ab 2012 in Berlin.
Bei der Anfertigung ihrer Kunstbücher verwendet Veronika Schäpers verschiedenste zeitgenössische und altertümliche Papiersorten westlicher und ostasiatischer Herkunft. Oft schlägt sie mit ihren Materialien und wiedergegebenen Künstlertexten eine Brücke zwischen deutschen und japanischen Inhalten und handwerklichen Gestaltungen.
Schäpers lebt und arbeitet seit 2014 in Karlsruhe. Sie ist verheiratet und hat zwei Kinder.

## Preise und Auszeichnungen
Während ihrer beruflichen Laufbahn erhielt sie zahlreiche Preise, unter anderem den MCBA Prize des Minnesota Center for Book Arts 2009, den Innovationspreis bel libro, Ascona, Schweiz 2003 und 2009 und den Kunstpreis des Neuen Kunsthauses Ahrenshoop 2007.

## Künstlerbücher
Schäpers Buchobjekte präsentieren meist Texte von Schriftstellern. Die Form der Buchgestaltung ist wiedererkennbar, mit vielfältigen gestalterischen Bezügen zu Text oder Darstellungsgegenstand.
- 1998: Oskar Pastior: come in to frower, Tokio
- 2000: Helmut Heißenbüttel: Von Liebeskunst, Tokio
- 2000: Johannes Bobrowski: Blühender Kirschbaum, Tokio
- 2002: Wurmzauber, Tokio
- 2002: Heiko Michael Hartmann: Triumph eines Hosenverkäufers, Tokio
- 2003: Robert Gernhardt: Ach, Tokio
- 2003: Shimizu Yoshinori: Sichere Anleitung zum Bestehen jeder Universitätsaufnahmeprüfung im Fach Japanisch, Tokio
- 2004: Marcel Beyer: Funky Sabbath, Tokio
- 2004: Durs Grünbein: Lob des Taifuns, Tokio
- 2005: Shimizu Yoshinori: Jack and Betty forever, Tokio
- 2005: Heiko Michael Hartmann: Do, Tokio
- 2005: mit Marshall Weber, Kurt Allerslev, Christopher Wilde: This is not a book. Go into the earth. Artichoke Yink Press, Brooklyn, New York 2005.
- 2006: Kerstin Hensel: Erbe, Tokio
- 2007: Durs Grünbein: 26°57,3'N, 142°16,8'E, Tokio
- 2007: Heiko Michael Hartmann: Ich – wann? Wo?, Tokio
- 2009: Ryunosuke Akutagawa: Hana (The Nose), Tokio
- 2010: Yoko Tawada: Okonomiyaki, Tokio
- 2011: Heiko Michael Hartmann: Im Hochhaus (In the High-Rise), Tokio
- 2011: Durs Grünbein: Bleiben (Remaining), Tokio
- 2013: Choukitsu Kurumatani: Musashimaru. Übersetzung: Katja Cassing. Idee, Gestaltung, Buchdruck und Einband: Veronika Schäpers. Nashornkäfer-Zeichnung: Hanna Zeckau. Zedernholzkassette, Katagami-Papier. Tokio / Berlin 2013.
- 2016: Cees Nooteboom: Fuji. Übersetzung aus dem Niederländischen: Ard Posthuma, Karlsruhe
- 2019: Pjöngjang 2004/2018 – ein fotografischer Vergleich. Archival Inkjet auf chinesischem Papier, Fotografien, 6 ClickTVs mit Bildern, NT Rasha, nordkoreanisches Geschenkpapier, Karlsruhe
- 2019: Jon Fosse: Ein verdunkeltes Boot. Buchdruck und Folienprägung auf Urushikoshi Papier, Kozo, Acrylglas, Paulowinenholzkassette, Karlsruhe
- 2021: Titus Oates: Das müssen Sie mir erst einmal beweisen, Karlsruhe

## Ausstellungen (Auswahl)
Schäpers hat sich an einer Vielzahl von Gruppenausstellungen beteiligt. Im Folgenden werden nur die Einzelausstellungen aufgelistet.
- 1999: Seitenansichten bei der Gesellschaft für Natur- und Völkerkunde Ostasiens, Tokio
- 2000: Mihon – Sample im Kunstsalon Ohm, München
- 2002: Papierhandlungen im Burgmuseum, Greifenstein
- 2004: aus einem fremden Land in der Galerie Druck & Buch, Tübingen
- 2005: ぺらぺら [perapera] in der Buchgalerie Mergemeier, Düsseldorf
- 2005:「はい。私も元気です。」Danke, mir geht es auch gut in der Stadtbibliothek Reutlingen
- 2008: Veronika Schäpers: Künstlerbücher / ブックアート in der Bibliothek des Goethe-Instituts Tokio
- 2009: Artist’s Books Exhibition 30: Veronika Schäpers / ２１世紀のアーティスト・ブックin der Bibliothek der Musashino Art University
- 2010: がさごそ [gasagoso] im Japanisch-Deutschen Zentrum Berlin
- 2011: abgereist / departed / 出国 in der Galerie Druck & Buch, Tübingen
- 2012: Crossing the Pages im Espace Culturel Louis Vuitton, Taipei
- 2012: Bamberg. Vom Ende der Zeit im Internationalen Künstlerhaus Villa Concordia, Bamberg
- 2014: Entgrenzt im Klingspor-Museum, Offenbach am Main
- 2014: System bei Buchkunst Kleinheinrich, Münster
- 2014: Auf den ersten Blick tadellos in der Herzog August Bibliothek, Wolfenbüttel
- 2017: Veronika Schäpers / Künstlerbücher im Antiquariat Linke, Berlin
- 2019: Won’t know right from wrong in der Galerie Druck & Buch, Wien

## Werke in öffentlichen Sammlungen
Ihre Künstlerbücher wurden in zahlreiche Sammlungen und Museen weltweit aufgenommen, unter anderem in der British Library in London, der Bibliothèque nationale de France in Paris, dem Museum of Modern Art in New York, dem Deutschen Literaturarchiv Marbach.

## Veröffentlichungen
- Schriftbild - Bildschrift. Diplomarbeit. Hochschule für Kunst und Design Burg Giebichenstein, Halle an der Saale 1996.
- „Signifiant et signifié“: Visualisierte Literatur – Experiment und Interpretation. In: Die Burg. Zeitschrift der Hochschule für Kunst und Design. Band 12, 1998, S. 26.
- Conceptual sensations within material. From Germany to Japan and back. In: The new bookbinder. Band 36, 2016, S. 51–56 (englisch).
- For the time being. Five thesis about making books in alien cultures. In: Wulf D. von Lucius, Gunnar A. Kaldewey (Hrsg.): The Artist Book in a Global World. A Workshop in Poestenkill, New York, August 2002,. De Gruyter Oldenbourg, Berlin / Boston 2016, S. 59–68, doi:10.1515/9783110506143-005.